# Ciprus világörökségi helyszínei
Ciprus területéről eddig három helyszín került fel a világörökségi listára, tizenegy további helyszín a javaslati listán várakozik a felvételre.
| | Páfosz romjai |
| 1980 |               |
| Kulturális (III)(VI) |               |
| Védett terület: 162 ha, hivatkozás: 79 |               |
| Páfosz térsége már a neolitikum óta lakott volt. Az i. e. 13. században föníciai fennhatóság alatt állt, majd Aphrodité istennő kultuszközpontjává fejlődött, aki a mitológia szerint sziget partjainál született. Az i. e. 12. században a mükénéiek egy templomot szenteltek itt az istennőnek. A szentély udvarán egy kő állt, ami az istennőt szimbolizálta. Az i. e. 4. században egy újabb Aphrodité-templomot emeltek a területen, és a város még a római korban is jelentős településnek számított. A romterület villák, paloták, színházak, erődítmények, sírhelyek, és megerősített falak maradványaiból áll. Az ásatások során rendkívül jó állapotban megmaradt mozaikokat találtak a Thészeusz-villában, valamint az úgynevezett Dionüszosz-, az Orfeusz-, és az Aiónasz-házban. Ezek főnemesi villák voltak, mozaikdíszítésük a legszebbek közé tartozik a Földközi-tenger keleti vidékén. Az ásatások során i. e. 4. századi sírokat tártak fel, a nagy területen szétszórt nagyméretű sírokban feltételezhetően nem királyokat, hanem magas rangú hivatalnokokat temettek el. A romok között fontos ókeresztény és bizánci eredetű épületek is láthatók katakombákkal és gazdagon díszített belső terekkel. |               |

| | A Tróodosz-hegység festett templomai |
| 1985, kiterjesztés: 2001 |                                      |
| Kulturális (II)(III)(IV) |                                      |
| Védett terület: 3,6 ha, hivatkozás: 351 |                                      |
| A Ciprus közepén húzódó Tróodosz-hegységben található a Bizánci Birodalom egyik legnagyobb egyházi építménycsoportja. A templomok, kolostorok és kápolnák a bizánci művészet kiemelkedő alkotásait őrzik. A világörökségi helyszínhez tíz, a 11. és a 16. század eleje között falfestményekkel díszített, több településen szétszórt épület tartozik. Egy részük kisméretű falusi templom, melynek külseje éles ellentétben áll magas művészi színvonalat képviselő belső díszítésével, másik részük látványos kolostoregyüttes. Közülük az egyik legkorábbi a 11. századi Nikolaosz tisz Tegisz-templom a korai Komnénosz időszakból. A két legjelentősebb freskóciklus két Szűz Máriának szentelt templomban található, az egyik a 12. század elején a másik a 12. század utolsó évtizedében készült. Ezek a ciprusi bizánci festészet legértékesebb alkotásai közé tartoznak. A Szent János Lampadisztisz-kolostor falfestményei a 15. század második felében készültek, míg a Galata közelében épült Panagia Podithu-templom freskói a 16. század első éveire datálhatók. |                                      |

| | Hirokitía |
| 1998, kisebb módosítás: 2002 |           |
| Kulturális (II)(III)(IV) |           |
| Védett terület: 6,2 ha, puffer zóna: 67,5 ha, hivatkozás: 848 |           |
| Khoirokoitia régészeti helyszíne a Földközi-tenger keleti részén a térség egyik legfontosabb történelem előtti településének maradványait rejti. Eddig csak a terület egy részét tárták fel. Az i. e. 7. és az i. e. 4. évezred között lakott hely döntő szerepet játszott a térségben a neolit kultúra kialakulásában. A szokatlanul jó állapotban fennmaradt lelőhely a Maroni folyó völgyének déli lejtőjén fekszik, három oldalról a hegyvidék természetes lejtői védték, míg a negyedik, nyugati oldalon egy kőfal zárta el az oda vezető utat. A falu kör alakú alapra kőből épített kétszintes házakból állt, a legnagyobb épület átmérője elérte a 10 métert. A falu később terjeszkedni kezdett és az újonnan épült házakat egy második kőfallal vették körül. Lakosainak száma a becslések szerint kétezer körül lehetett. A lakók nem használtak kerámiát, szerszámaik kőből és fából készültek. Ezen kívül kőből készült antropomorf szobrocskákat is feltártak, amelyeket feltételezhetően kultikus célokra használtak. Más kultúrákkal csak korlátozottan léptek kapcsolatba, viszont a feltárt obszidiánpengék és -nyílhegyek csak kereskedelem útján kerülhettek a településre. |           |

## Javasolt helyszínek
| Név | Kép | Típus      | Kritérium          | Év   | Hiv. |
| --- | --- | ---------- | ------------------ | ---- | ---- |
| Hala Szultán-mecset és a Larnakai sós tavak                                                            |     | vegyes     | III, IV, VI, IX, X | 2016 |      |
| Panagia Aggeloktisti-templom                                                                           |     | kulturális | I, II, III, IV, VI | 2015 |      |
| Szent Barnabás és Hilarion-templom, Peristerona                                                        |     | kulturális | II, III, IV        | 2004 |      |
| Panayia Chrysokourdaliotissa-templom, Kourdali (A Tróodosz-hegység festett templomai helyszín bővítése |     | kulturális | II, III, IV        | 2002 |      |
| Fikardou falusi település                                                                              |     | kulturális | II, III, IV, V     | 2002 |      |
| Dél-Mathiatis                                                                                          |     | vegyes     | -                  | 2002 |      |
| Kionia                                                                                                 |     | természeti | VIII, IX           | 2002 |      |
| Khandria                                                                                               |     | természeti | VIII, IX           | 2002 |      |
| Olümposz-hegy (Troódosz)                                                                               |     | természeti | VIII, IX           | 2002 |      |
| Malounta híd                                                                                           |     | természeti | VIII, IX           | 2002 |      |
| Klirou híd                                                                                             |     | természeti | VIII, IX           | 2002 |      |